# Lac de la Mer Bleue
Lac de la Mer Bleue är en sjö i Kanada.   Den ligger i regionen Outaouais och provinsen Québec, i den sydöstra delen av landet, 100 km norr om huvudstaden Ottawa. Lac de la Mer Bleue ligger 207 meter över havet.
I omgivningarna runt Lac de la Mer Bleue växer i huvudsak blandskog. Runt Lac de la Mer Bleue är det mycket glesbefolkat, med 4 invånare per kvadratkilometer.